# Le Teilleul
Le Teilleul è un comune francese di 1 350 abitanti situato nel dipartimento della Manica nella regione della Normandia.

## Società

### Evoluzione demografica
Abitanti censiti